# Kettenring
In der kommutativen Algebra wird ein Ring Kettenring oder ein katenärer Ring genannt, wenn nicht verfeinerbare Primidealketten zweier ineinanderliegenden Primideale immer dieselbe Länge haben. Katenäre Ringe haben einfache dimensionstheoretische Eigenschaften.
Dieser Artikel beschäftigt sich mit kommutativer Algebra. Insbesondere sind alle betrachteten Ringe kommutativ und haben ein Einselement. Ringhomomorphismen bilden Einselemente auf Einselemente ab. Für weitere Details siehe Kommutative Algebra.

## Definition
Ist {\displaystyle R} ein Ring, so ist eine Primidealkette eine Folge von Primidealen ({\displaystyle p_{i}\subset R}):
{\displaystyle p_{0}\subsetneq p_{1}\dots \subsetneq p_{n}}
Die Länge dieser Primidealkette ist {\displaystyle n}.
Eine solche Primidealkette wird nicht mehr verfeinerbare Kette genannt, wenn es kein Primideal {\displaystyle p_{i}\neq q\subset R} gibt, sodass
{\displaystyle p_{0}\subsetneq \dots \subsetneq q\subsetneq \dots \subsetneq p_{n}}
eine Primidealkette ist.
Ist {\displaystyle R} ein Ring, so wird {\displaystyle R} katenär oder auch ein Kettenring genannt, wenn für alle Primideale {\displaystyle p\subsetneq q\subset R} gilt, dass alle nicht verfeinerbaren Primidealketten, die mit {\displaystyle p} anfangen und mit {\displaystyle q} aufhören, dieselbe Länge haben.

## Eigenschaften
- Ist ein noetherscher Ring katenär, dann auch jeder Restklassenring und jede Lokalisierung.
- Katenär ist eine lokale Eigenschaft: Ein noetherscher Ring {\displaystyle R} ist genau dann katenär, wenn für jedes maximale Ideal {\displaystyle m\subset R} der Ring {\displaystyle R_{m}} katenär ist.
- Wenn {\displaystyle R} noethersch, katenär und nullteilerfrei ist und außerdem alle maximalen Ideale von {\displaystyle R} dieselbe Höhe haben (z. B. {\displaystyle K[X_{1},\dots ,X_{n}]}, s. u.), dann hat auch jeder Restklassenring {\displaystyle A} nach einem Primideal von {\displaystyle R} diese Eigenschaft. Für jedes Primideal {\displaystyle p\subset A} gilt dann:

{\displaystyle \mathrm {ht} (p)+\mathrm {dim} (A/p)=\mathrm {dim} A}.

## Beispiele
- Ist {\displaystyle K} ein Körper, so ist der Ring {\displaystyle K[X_{1},\dotsc X_{n}]} katenär.
- Jeder Cohen-Macaulay-Ring, insbesondere jeder reguläre Ring, ist katenär.